# A Garcia testvérek
A Garcia testvérek (eredeti cím: The Brothers Garcia) egy 2000-ben bemutatott amerikai szitkomsorozat. A műsor alkotói Jeff Valdez, Mike Cevallos és Gibby Cevallos, a történet pedig három testvérpár életét követi nyomon. A főszereplők közt megtalálható Carlos Lacámara, Ada Maris, Jeffrey Licon, Bobby Gonzalez és Vaneza Pitynski. A sorozat a Sí TV első projektje volt, akik célja egy latin-amerikai karakterekről szóló sorozat volt, ami mindenkinek szól. Ezzel ez lett az első olyan angol nyelvű műsor, amely teljes egészében latin-amerikai stábbal készült.
A sorozatot az Amerikai Egyesült Államokban a Nickelodeon adta 2000. július 23. és 2004. augusztus 8. között, Magyarországon szintén a Nickelodeon tűzte műsorra.

## Cselekmény
A sorozat a latin-amerikai Garcia család mindennapjaiba enged betekintést az egyik felnőtt fiú, Larry visszaemlékezésein keresztül. Larry három testvérével, George-dzsal, Carlos-szal és Lorena-val él együtt. A testvéreknek olyan mindennapi dolgokkal kell megküzdeniük, mint a munka, a suli, a felnövés és együttélés.

## Szereplők
| Szereplő          | Színész         | Magyar hang      |
| ----------------- | --------------- | ---------------- |
| Ray García        | Carlos Lacámara | Galbenisz Tomasz |
| Sonia García      | Ada Maris       |                  |
| Carlos García     | Jeffrey Licon   |                  |
| George García     | Bobby Gonzalez  |                  |
| Lorena García     | Vaneza Pitynski | Czető Zsanett    |
| Larry García      | Alvin Alvarez   |                  |
| Idős Larry García | John Leguizamo  |                  |

## Epizódok
| Évad | Évad | Epizódok | Eredeti vetítés   | Eredeti vetítés     |
| Évad | Évad | Epizódok | Évadpremier       | Évadfinálé          |
| ---- | ---- | -------- | ----------------- | ------------------- |
|      | 1    | 7        | 2000. július 23.  | 2000. október 8.    |
|      | 2    | 13       | 2001. április 21. | 2001. augusztus 4.  |
|      | 3    | 15       | 2002. március 3.  | 2002. június 9.     |
|      | 4    | 17       | 2003. június 21.  | 2004. augusztus 28. |

## Díjak és jelölések
| Év   | Díj                      | Kategória                                                                | Jelölt                                                     | Eredmény |
| ---- | ------------------------ | ------------------------------------------------------------------------ | ---------------------------------------------------------- | -------- |
| 2001 | Young Artist Award       | Legjobb családi vígjátéksorozat                                          | A Garcia testvérek                                         | Elnyerte |
| 2001 | Young Artist Award       | Legjobb alakítás televíziós sorozatban 10 éves vagy fiatalabb színésztől | Alvin Alvarez                                              | Elnyerte |
| 2001 | Young Artist Award       | Legjobb csapat televíziós sorozatban                                     | Alvin Alvarez Bobby Gonzalez Jeffrey Licon Vaneza Pitynski | Jelölve  |
| 2001 | ALMA Awards              | Kiemelkedő rendezés vígjátéksorozatban                                   | Joe Menendez                                               | Elnyerte |
| 2001 | ALMA Awards              | Kiemelkedő színész új televíziós sorozatban                              | Alvin Alvarez                                              | Jelölve  |
| 2001 | ALMA Awards              | Kiemelkedő színésznő új televíziós sorozatban                            | Ada Maris                                                  | Jelölve  |
| 2001 | ALMA Awards              | Kiemelkedő rendezés vígjátéksorozatban                                   | Mike Cevallos Gibby Cevallos                               | Jelölve  |
| 2001 | ALMA Awards              | Kiemelkedő rendezés vígjátéksorozatban                                   | Virgil L. Fabian                                           | Jelölve  |
| 2001 | ALMA Awards              | Kiemelkedő rendezés vígjátéksorozatban                                   | Linda Mendoza                                              | Jelölve  |
| 2001 | ALMA Awards              | Kiemelkedő televíziós sosozat                                            | A Garcia testvérek                                         | Jelölve  |
| 2002 | Humanitas Prize          | Legjobb élőszereplős gyerekműsor                                         | Gary Rosenkranz                                            | Jelölve  |
| 2002 | Young Artist Award       | Legjobb csapat televíziós sorozatban                                     | Alvin Alvarez Bobby Gonzalez Jeffrey Licon Vaneza Pitynski | Jelölve  |
| 2002 | ALMA Awards              | Kiemelkedő női mellékszereplő televíziós sorozatban                      | Maria Canals-Barrera                                       | Elnyerte |
| 2002 | ALMA Awards              | Kiemelkedő smink televíziós sorozatban és filmben                        | Mark Sanchez                                               | Jelölve  |
| 2002 | ALMA Awards              | Kiemelkedő televíziós gyerekműsor                                        | A Garcia testvérek                                         | Jelölve  |
| 2003 | Imagen Foundation Awards | Legjobb élőszereplős gyerekműsor                                         | A Garcia testvérek                                         | Elnyerte |
| 2004 | Imagen Foundation Awards | Legjobb élőszereplős gyerekműsor                                         | A Garcia testvérek                                         | Elnyerte |